# Грушев (Дрогобычский район)
Грушев (укр. Грушів) — село в Меденичской поселковой общине Дрогобычского района Львовской области Украины.
Население по переписи 2001 года составляло 2187 человек. Занимает площадь 0,056 км². Почтовый индекс — 82132. Телефонный код — 3244.